# Neverness to Everness
Neverness to Everness (también conocida abreviadamente como NTE) es un  próximo videojuego de rol de acción de mundo abierto urbano gratuito desarrollado por Hotta Studio, una subsidiaria de Perfect World, cuyo estreno está programado para las plataformas de Android, iOS, Microsoft Windows y PlayStation 5.
Ambientado en la moderna y ficticia ciudad de Hethereau, el jugador interpreta a un evaluador que explora el mundo y lucha contra fuerzas hostiles a medida que avanza en la historia.

## Jugabilidad
Neverness to Everness es un juego de rol de acción en 3D con vista en tercera persona. El jugador controla a diferentes personajes y recolecta objetos mientras se desplaza por el mundo virtual abierto. Puede correr, saltar, esprintar, trepar, nadar y conducir diversos vehículos (similar al juego Ananta) para desplazarse por el mundo. Sus movimientos especiales, excepto esprintar, están limitados por una barra de resistencia que se regenera y se agota lentamente a medida que se mueve. Cada personaje tiene diferentes habilidades, llamadas Habilidades Esper, que interactúan con las de otros personajes.
El juego incluye la personalización de vehículos (un recurso parecido a los juegos de la serie Need for Speed) y la posibilidad de mejorar los negocios.
La primera beta cerrada tuvo lugar el 28 de noviembre de 2024.